# Lola Calamidades
Lola Calamidades es una telenovela colombiana realizada en 1987 por R.T.I., emitida por primera vez en la Cadena Uno. Fue escrita por Julio Jiménez, y protagonizada por Nórida Rodríguez y José Luis Paniagua.

## Sinopsis
Lola Calamidades narra la historia de una mujer que se autocondena a vivir en un cementerio a causa de su mala suerte, que causa desgracias a donde quiera que va. Cuando Lola vuelve a la civilización, la fortuna sigue siendole adversa. Más, en el amor, su belleza logra cautivar al mejor partido del pueblo. Esta es una historia basada en la vida real, sobre lo que le ocurrió a una mujer de Marinilla (Antioquia) que vivía en el mismo municipio. Como la misma mujer de la vida real, se llamaba Lola y le decían Calamidades por todo lo que le tocó sufrir y padecer.

## Elenco
- Nórida Rodríguez..  Dolores "Lola" Carrero
- José Luis Paniagua .... Claudio Machado Vallejo
- Héctor Rivas ...  Aquiles Barraza
- Delfina Guido ... Francelina de Galeano
- Teresa Gutiérrez ... Josefa "Pepa" de Machado
- Consuelo Luzardo ... Frida Barbosa
- Margarita Durán ... Débora Cardona Barbosa
- Víctor Hugo Ruíz ... Romano Galeano
- Carlos Congote ... Renato Galeano
- Javier Sáenz ... Ricardo Galeano
- Freddy Lagos ... Rene Galeano
- Carmen Marina Torres ... Primitiva
- Edgardo Román ... Próspero Cancino
- John Silva ... José Hilario
- Patricia Silva ... Esperanza Capurro
- Ana Mojica
- Cydalia Sanders
- Dario Valdivieso
- Gloria Gimenez
- Gladis de la Barra
- Claudia Grimaldi
- Eleazar Osorio
- Pierangeli Llinás

### Premios
- Premio Telesemana a Mejor Telenovela.

## Eslóganes
- Nuestro destino es nuestro

## Versiones
- Dulce ave negra (1993). Es el primer remake producido por R.T.I. de Lola Calamidades de 1987, protagonizada por Marcela Gallego y Fernando Allende y la actuación antagónica de Lucero Cortés.
- Lola Calamidades (1992). Versión libre con el mismo título realizada por la productora Ecuavisa. Tuvo como protagonistas al cantante Francisco Terán y a Cristina Rodas en el papel de Lola, y a Claudia González como la antagonista.
- Bella calamidades (2010). Es la tercera versión realizada en Colombia por la productora R.T.I. para Caracol Televisión y Telemundo. La historia es protagonizada por Danna García y Segundo Cernadas, con la participación antagónica de Adriana Campos(†).
- Mi adorable maldición[1] (2017). Es una adaptación realizada en México, producida por Ignacio Sada para Televisa, protagonizada por Renata Notni y Pablo Lyle y la actuación antagónica de Laura Carmine.

| Predecesor: - | Telenovela de Primera Cadena Lunes a viernes 1987 | Sucesor: La sombra de otra |